# 530-й истребительный авиационный полк
530-й истребительный авиационный Будапештский полк (530-й иап) — воинская часть Военно-Воздушных сил (ВВС) Вооружённых Сил РККА, принимавшая участие в боевых действиях Великой Отечественной войны.

## Наименования полка
- 530-й истребительный авиационный полк;
- 530-й истребительный авиационный Будапештский полк;
- Полевая почта 65228.

| И-15 бис | И-153 | И-16 |

## Создание полка
530-й истребительный авиационный полк начал формироваться в начале августа 1941 года в ВВС Дальневосточного фронта на аэродроме Картун: 1-я эскадрилья из 48-го иап на И-153, 2-я аэ из 308-го иап на И-153, 3-я аэ из 5-го иап на И-16. Формирование завершено 14 сентября 1941 года, полк вошёл в состав 79-й истребительной авиадивизии ВВС 35-й армии Дальневосточного фронта.

## Расформирование полка
530-й истребительный авиационный Будапештский полк 01 марта 1947 года в связи с проводимыми сокращениями Вооружённых сил был расформирован в составе 10-й гв. иад 14-й ВА Прикарпатского военного округа

## В действующей армии
В составе действующей армии:
- с 7 июля 1944 года по 9 мая 1945 года.

## Командиры полка
- майор Грядунов Михаил Иванович[4], 08.1941 — 12.1943
- майор Кулинич Антон Митрофанович[4], 01.1944 — 11.1946

## В составе соединений и объединений
| Период        | Фронт (округ)               | армия                | корпус                                 | дивизия                                             | примечание                                   |
| ------------- | --------------------------- | -------------------- | -------------------------------------- | --------------------------------------------------- | -------------------------------------------- |
| 01.08.1941 г. | Дальневосточный фронт       | ВВС фронта           |                                        |                                                     | аэродром Картун, И-16, И-153                 |
| 14.09.1941 г. | Дальневосточный фронт       | 35-я армия           | ВВС 35-й армии                         | 79-я истребительная авиационная дивизия             | аэродром Картун, И-16, И-153                 |
| 01.03.1942 г. | Дальневосточный фронт       | 35-я армия           | ВВС 35-й армии                         |                                                     | И-16, И-153                                  |
| 01.03.1942 г. | Дальневосточный фронт       | 9-я воздушная армия  |                                        | 250-я истребительная авиационная дивизия            | И-16, И-153                                  |
| 16.02.1944 г. | Харьковский военный округ   | ВВС округа           | 13-й истребительный авиационный корпус | 194-я истребительная авиационная дивизия            | Рогань, Ла-5                                 |
| 17.06.1944 г. | Одесский военный округ      | ВВС округа           | 13-й истребительный авиационный корпус | 194-я истребительная авиационная дивизия            | Ла-5                                         |
| 07.07.1944 г. | 1-й Белорусский фронт       | 6-я воздушная армия  | 13-й истребительный авиационный корпус | 194-я истребительная авиационная дивизия            | Ла-5                                         |
| 01.08.1944 г. | 1-й Белорусский фронт       | 16-я воздушная армия | 13-й истребительный авиационный корпус | 194-я истребительная авиационная дивизия            | Боевой работы не вёл, Ла-5                   |
| 07.09.1944 г. | 3-й Украинский фронт        | 17-я воздушная армия |                                        | 194-я истребительная авиационная дивизия            | До января 1945 г. боевой работы не вёл, Ла-5 |
| 01.01.1945 г. | 3-й Украинский фронт        | 17-я воздушная армия |                                        | 194-я истребительная авиационная дивизия            | Ла-5                                         |
| 01.03.1945 г. | 3-й Украинский фронт        | 17-я воздушная армия |                                        | 194-я истребительная авиационная дивизия            | аэродром Симвадь, Венгрия, Ла-7              |
| 09.05.1945 г. | 3-й Украинский фронт        | 17-я воздушная армия |                                        | 194-я истребительная авиационная дивизия            | Ла-7                                         |
| 10.06.1945 г. | Южная группа войск          | 17-я воздушная армия |                                        | 194-я истребительная авиационная дивизия            | Ла-7                                         |
| 08.10.1945 г. | Одесский военный округ      | 5-я воздушная армия  |                                        | 194-я истребительная авиационная дивизия            | Ла-7                                         |
| 01.01.1946 г. | Прикарпатский военный округ | 14-я воздушная армия |                                        | 10-я гвардейская истребительная авиационная дивизия | Ла-7                                         |
| 01.03.1947 г. | Прикарпатский военный округ | 14-я воздушная армия |                                        | 10-я гвардейская истребительная авиационная дивизия | расформирован                                |

## Первые известные воздушные победы полка
Первые известные воздушные победы полка в Отечественной войне одержаны 19 июля 1944 года: старший лейтенант Главацкий И. И. и младший лейтенант Адегамов Г. И. в воздушном бою в районе н.п. Гупалы сбили 3 немецких истребителя FW-190.

## Участие в сражениях и битвах
- Белорусская операция «Багратион» — с 7 июля 1944 года по 29 августа 1944 года.
- Люблин-Брестская операция — с 18 июля 1944 года по 2 августа 1944 года.
- Будапештская операция — с 29 октября 1944 года по 13 февраля 1945 года.
- Балатонская оборонительная операция — с 6 марта 1945 года по 15 марта 1945 года.
- Венская наступательная операция — с 16 марта 1945 года по 15 апреля 1945 года.

## Почётные наименования
- 530-му истребительному авиационному полку 5 апреля 1945 года за отличие в боях за овладение городом Будапешт присвоено почётное наименование «Будапештский»[5]

## Благодарности Верховного Главнокомандования
Верховным Главнокомандующим объявлены благодарности полку в составе 194-й иад:
- За овладение городом Будапешт[6]
- За овладение городами Секешфехервар и Веспрем[7]
- За овладение городами Чорно и Шарвар[8]
- За овладение городами Залаэгерсегом и Кестелем[9]
- За овладение городами Вашвар и Керменд[10]
- За овладение городом Надьканижа[11]
- За овладение городом Вена[12]

## Статистика боевых действий
За годы Великой Отечественной войны полком:
| Выполнено боевых вылетов | Сбито самолётов противника в воздухе | Сбито аэростатов противника |
| ------------------------ | ------------------------------------ | --------------------------- |
| 1205                     | 69                                   | 5                           |

Свои потери:
| Потеряно самолётов, всего | Погибло лётчиков всего |
| ------------------------- | ---------------------- |
| 15                        | 15                     |

## Самолёты на вооружении
| Период      | Самолёты |
| ----------- | -------- |
| 1941 — 1944 | И-16     |
| 1941 — 1943 | И-153    |
| 1944 — 1944 | Ла-5     |
| 1945 — 1947 | Ла-7     |

| Ла-7 | Ла-5 |  |

## Базирование
| Период            | Аэродромы                |
| ----------------- | ------------------------ |
| 07.1945 — 10.1945 | Брашов Румыния           |
| 10.1945 — 03.1947 | Стрый, Львовская область |